# 山茶目
 山茶目 是1981年的克朗奎斯特分类法列出的一个目，共包括18个科，列在五桠果亚纲之下，1998年根据基因亲缘关系分类的APG 分类法取消了这个目，大部分科被合并到杜鹃花目中，2003年经过修订的APG II 分类法维持原分类。